# Callistium
Genre
Callistium est un genre d'insectes lépidoptères de la famille des Riodinidae.

## Dénomination
Le nom Callistium leur a été donné par Hans Ferdinand Emil Julius Stichel en 1911.
Les espèces de ce genre vivent en Amérique du Sud.

## Liste des espèces
- Callistium cleadas (Hewitson, [1866])
- Callistium maculosa (Bates, 1868)

### Source
- Callistium sur funet